# 脱脂乳

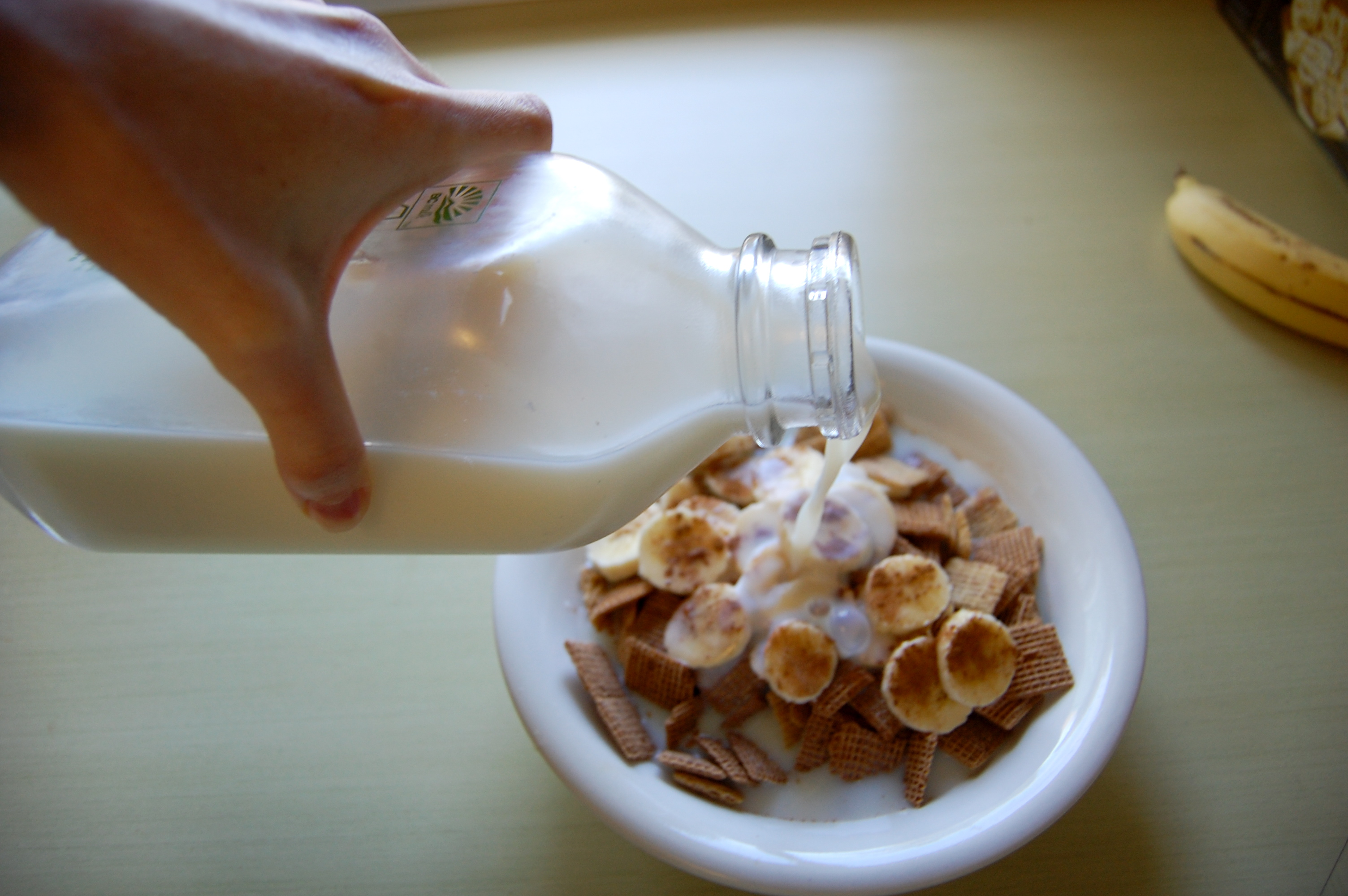
脱脂乳正倒入碗中

脱脂乳是将鲜乳中的几乎全部的乳脂肪移除后得到的乳。

## 历史
在历史上，脱脂乳曾用于家猪培育。脱脂乳曾有“不仅仅可以培育猪类，几乎所有的育肥需求它都能满足”的名声。因为脱脂乳会为家畜提供所需的大量蛋白质，同时“口感更佳”。